# PR-680
A Rodovia PR-680 é uma estrada pertencente ao governo do Paraná, que faz a ligação entre a cidade de Maria Helena (entroncamento com a rodovia PR-482) e a cidade de Douradina.

## Trechos da Rodovia
A rodovia possui uma extensão total de aproximadamente 30,2 km, podendo ser dividida em 2 trechos, conforme listados a seguir:
| Ponto de referência                 | Extensão do trecho | Extensão acumulada | Situação    |
| ----------------------------------- | ------------------ | ------------------ | ----------- |
| Entroncamento PR-482 (Maria Helena) | ---                | 0 km               | ---         |
| Localidade de Vila Formosa          | 20,3 km            | 20,3 km            | Pavimentado |
| Entroncamento PR-082 (Douradina)    | 9,9 km             | 30,2 km            | Pavimentado |

Extensão pavimentada: 30,2 km (100,00%)